# St. Martin (Flintsbach am Inn)

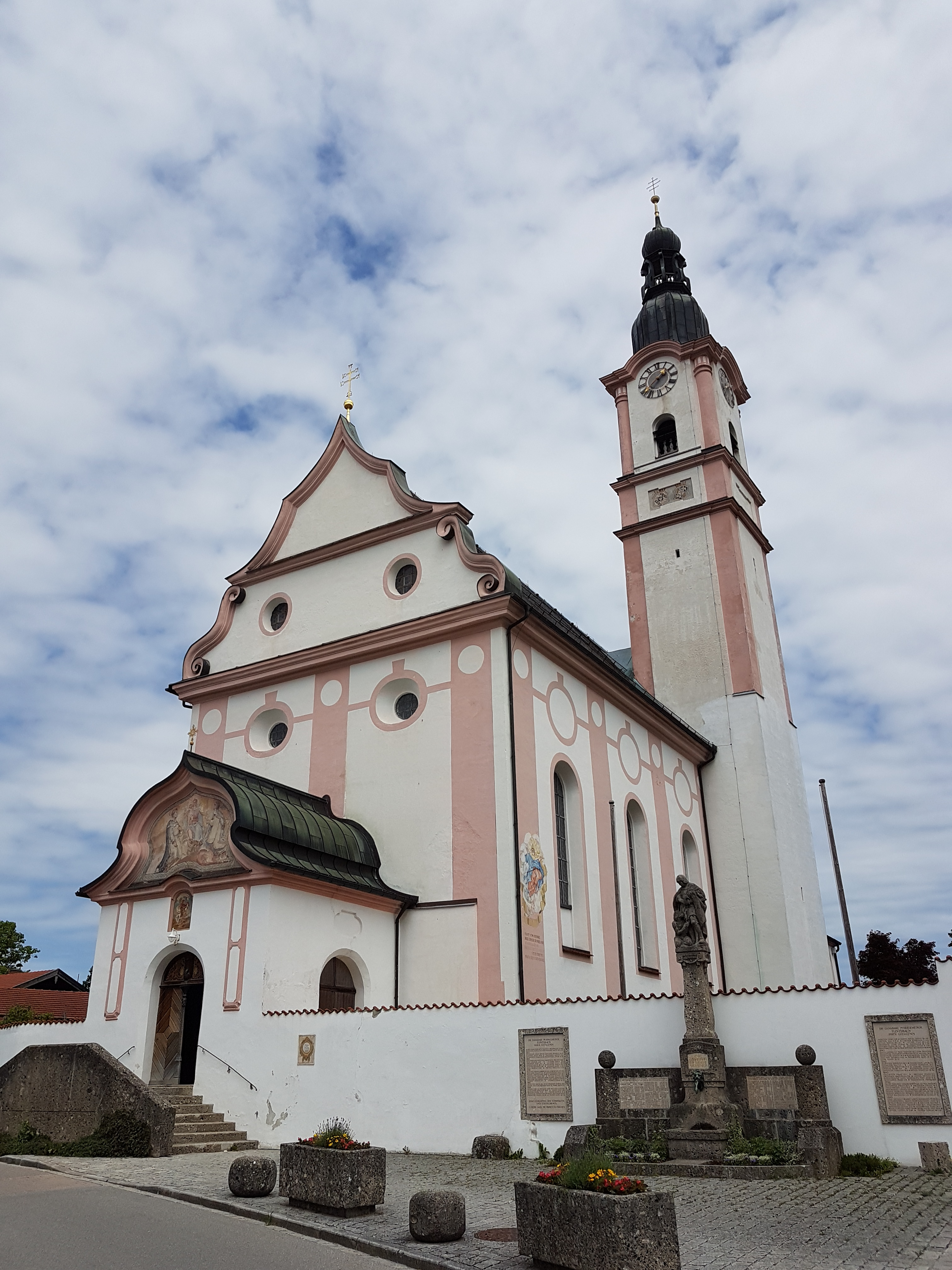
St. Martin in Flintsbach am Inn

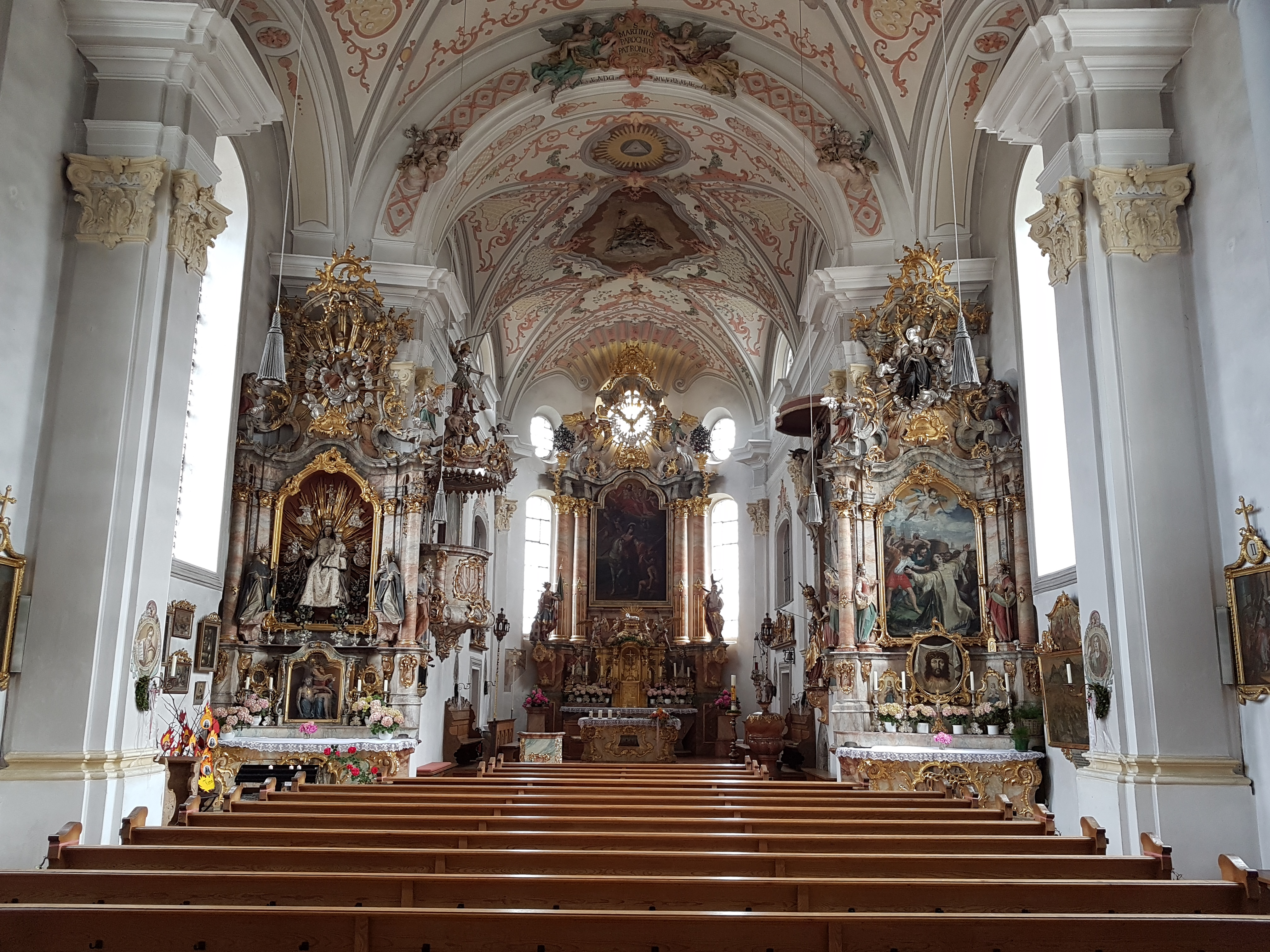
Innenansicht

Die römisch-katholische Pfarrkirche St. Martin steht in Flintsbach am Inn, einer Gemeinde im oberbayerischen Landkreis Rosenheim. Das Bauwerk ist in der Liste der Baudenkmäler in Flintsbach am Inn als Baudenkmal unter der Nr. D-1-87-131-4 eingetragen. Die Kirche gehört zum Dekanat Rosenheim im Erzbistum München und Freising. Kirchenpatron ist Martin von Tours. 

## Beschreibung
Die im Kern spätgotische Saalkirche wurde 1755 nach einem Entwurf von Abraham Millauer umgestaltet. Sie besteht aus dem Langhaus zu drei Jochen, dem eingezogenen, von Strebepfeilern gestützten Chor mit dreiseitigem Abschluss im Osten, der Sakristei an der Nordwand und dem Chorflankenturm an der Südwand des Chors. Das oberste, mit einer Welschen Haube bedeckte Turmgeschoss enthält die Turmuhr und den Glockenstuhl. Vor der mit einem Volutengiebel abschließenden Fassade befindet sich ein Vorzeichen für das Portal. 
Der Innenraum des Langhauses ist mit einem Stichkappengewölbe überspannt, die Abseiten quer mit Tonnengewölben. Der Stuck wurde 1735 von Thomas Glasl eingebracht. Auf dem Altarretabel des 1817 aufgestellten Hochaltars ist Martin von Tours dargestellt. Ein Engel am Tabernakel wird dem Umkreis von Ignaz Günther zugeschrieben. Von Kaspar Amort dem Älteren stammt das Altarretabel des südlichen Seitenaltars mit der Darstellung des Stephanus. 

## Orgel

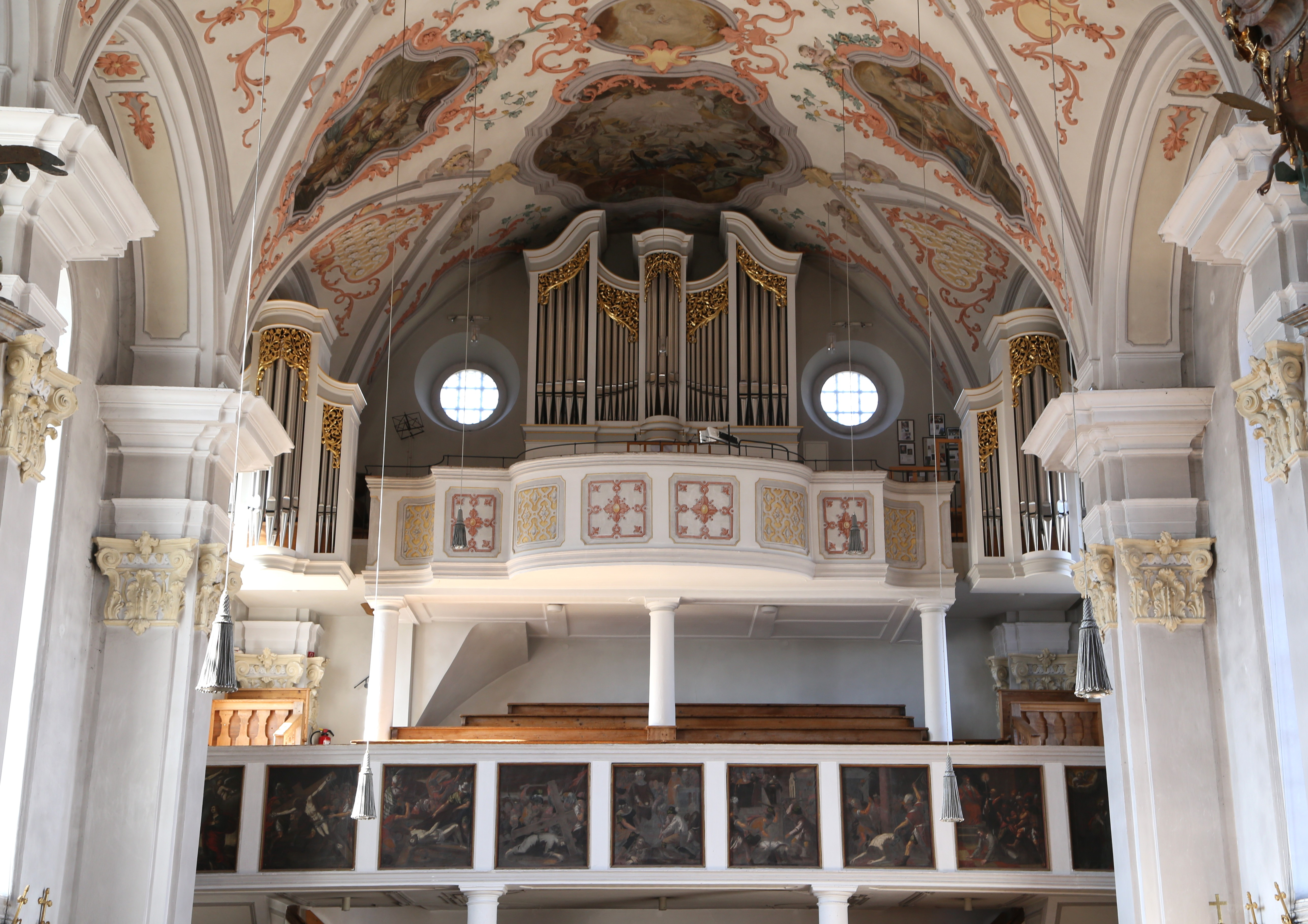
Die Linder-Orgel

Die Orgel mit 18 Registern, zusätzlich zwei Vorabzügen und drei Oktavtransmissionen, auf zwei Manualen und Pedal wurde 2009 von Alois Linder gebaut.  Die Disposition lautet:
| I. Manual C–g3      |       |
| Principal           | 8′    |
| Rohrflöte           | 8′    |
| Octave              | 4′    |
| Holzflöte           | 4′    |
| Superoctave         | 2′    |
| Quinte (aus Mixtur) | 1 ⁄3′ |
| Mixtur IV           | 1 ⁄3′ |
| Trompete            | 8′    |

| II. Manual C–g3        |        |
| Gedeckt                | 8′     |
| Salicional             | 8′     |
| Principalflöte         | 4′     |
| Quinte                 | 2 ⁄3′  |
| Flöte                  | 2′     |
| Terz                   | 1 3⁄5′ |
| Octävlein (aus Cimbel) | 1′     |
| Cimbel                 | 1′     |
| Cromorne               | 8′     |
| Tremulant              |        |

| Pedal C–f1                   |     |
| Subbaß                       | 16′ |
| Octavbaß                     | 8′  |
| Gedecktbaß (aus Subbaß)      | 8′  |
| Choralbaß (aus Oktavbaß)     | 4′  |
| Fagottbaß                    | 16′ |
| Trompetenbaß (aus Fagottbaß) | 8′  |

- Koppeln: II/I, I/P, II/P